# 서승재
서승재(1997년 9월 4일~)는 대한민국의 배드민턴 선수이다. 2020년 하계 올림픽에 참가했으며 2023년 세계 선수권 대회에서 복식 및 혼합 복식 금메달을 획득했다.

## 경력
1997년 전라북도 부안에서 태어났다.
2014년 난징에서 열린 2014년 하계 청소년 올림픽에 참가하였으며, 단식 9위에 올랐다. 2017년 5월에는 골드코스트에서 열린 2017년 수디르만 컵에 참가하여 우승에 기여했고 같은 해 8월 중화민국 타이베이에서 열린 2017년 하계 유니버시아드에 참가하여 김재환과 함께 복식 금메달을 획득했다.
2021년 7월 도쿄에서 열린 2020년 하계 올림픽에 참가했으며 최솔규와 남자 복식, 채유정과 함께 혼합 복식에 출전했다. 각각 9위와 5위에 올랐다.
2023년 8월 코펜하겐에서 열린 2023년 세계 선수권 대회에서 남자 복식과 혼합 복식에서 모두 금메달을 획득하면서 대회 2관왕에 올랐다.